# Cuneus

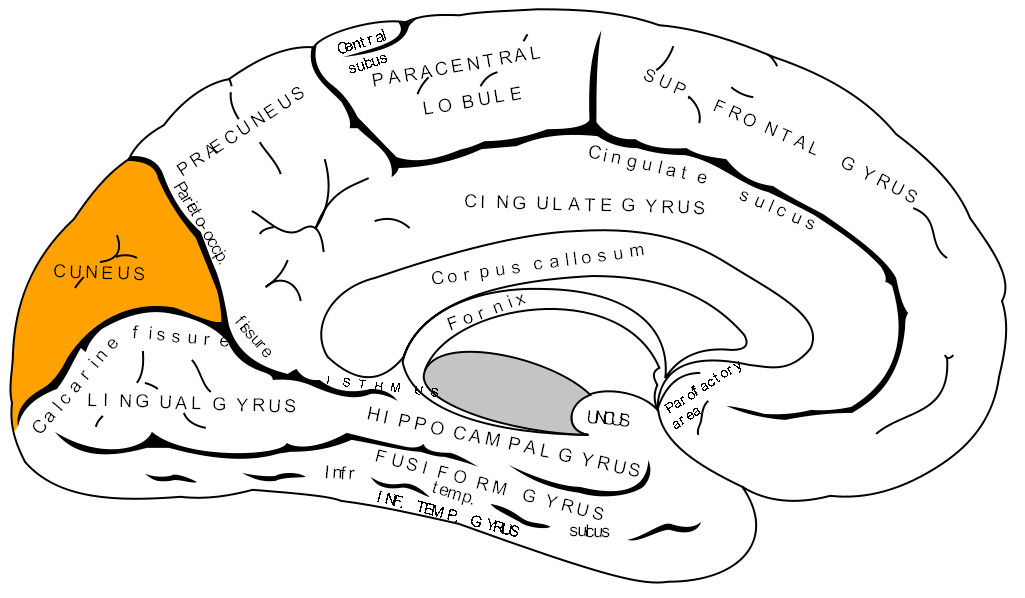
Faţa medială a emisferei cerebrale.

Cuneusul (Cuneus), sau circumvoluția VI occipitală, lobulul triunghiular, lobulul occipital intern, lobulul interparietal superior, girusul medial occipital este o circumvoluție (girus), în formă de pană sau triunghi, situată pe fața medială a lobului occipital al creierului, posterior de precuneus, în unghiul format de șanțul calcarin și șanțul parietooccipital.
Având o formă triunghiulară cuneusul prezintă 2 margini (posteroinferioară și anteroinferioară), o bază și un vârf (apex). 
- Marginea posteroinferioară corespunde cu șanțul calcarin (aflat între cuneus și girusul lingual).
- Marginea anterosuperioară este oblică și corespunde cu șanțul parietooccipital (aflat între cuneus și  precuneus).
- Baza cuneusului se află în regiunea polului occipital, este orientată posterior și este reprezentată de marginea superioară a emisferului.
- Apexul cuneusului este orientat anterior și inferior spre partea posterioară a girusului cingular și corespunde punctului de unire a șanțului parietooccipital cu șanțul calcarin.

Pe suprafața cuneusului se pot găsi una, două șanțuri neregulate.
Pe cuneus se află cortexul vizual primar (aria 17 Brodmann sau aria striată).